# G.Nagatihalli, Nagamangala
G.Nagatihalli là một làng thuộc tehsil Nagamangala, huyện Mandya, bang Karnataka, Ấn Độ.